# Stimulation transcrânienne par bruit aléatoire
La stimulation transcrânienne par bruit aléatoire (tRNS) est une technique de stimulation cérébrale non-invasive et une forme de stimulation électrique transcrânienne (tES). 
Terney et al de l'université de Göttingen a été le premier groupe à appliquer la tRNS sur l'homme en 2008. Ils ont montré qu'en utilisant un courant alternatif avec randomisation de l'amplitude et de la fréquence (entre 0,1  et   640 Hz) chez les sujets sains, l'excitabilité du cortex moteur est accrue (c'est-à-dire une augmentation de l'amplitude des potentiels évoqués moteurs) jusqu'à 60 minutes après 10 minutes de stimulation. L'étude a inclus toutes les fréquences jusqu'à la moitié de la fréquence d'échantillonnage (1 280 échantillons/s), c'est-à-dire 640 Hz, mais l'effet positif a été limitée uniquement à des fréquences plus élevées. Bien que la tRNS ait montré des effets positifs dans les diverses études sur l'optimisation des paramètres, la possibilité d'effets cliniques de cette technique reste floue.

## Mécanisme d'action
Les mécanismes physiologiques sous-jacents aux effets de la tRNS ne sont pas bien connus. Cependant, de nombreuses hypothèses ont été proposées.
Le net changement dans l'excitabilité corticale observé après la tRNS pourrait être attribué à la répétition de l'ouverture des canaux sodiques ou à l'augmentation de la sensibilité des réseaux neuronaux à la modulation. La tRNS peut influencer les oscillations corticales, conduisant à des changements dans l'excitabilité. Ces mécanismes proposés sont cohérents avec l'observation que l'inversion de l'électrode de polarité dans la tRNS n'interfère pas avec l'augmentation de l'excitabilité corticale, ce qui suggère que la tRNS induite par l'excitabilité corticale est indépendante de la direction d'écoulement en cours.
Il est supposé que la tRNS induit directement la sommation temporelle de l'activité neuronale, car la constante de temps d'un neurone est suffisamment longue pour permettre à la somme de deux stimuli présentés successivement d'avoir une action.
Les effets de la tRNS peuvent également être expliqués dans le cadre du phénomène de résonance stochastique. La tRNS est, par définition, une stimulation qui induit la non-finalisation de l'activité aléatoire dans le système (par exemple le bruit). La présence du bruit neuronal pourrait améliorer la sensibilité des neurones à une gamme donnée d'intrants faibles.

## La tRNS à but thérapeutique

### Dans la sclérose en plaques
La stimulation transcrânienne par bruit aléatoire semble avoir un rôle dans l'amélioration des douleurs dues à la sclérose en plaques et particulièrement dans les cas où les agents pharmaceutiques ont une efficacité faible.

## Comparaison avec d'autres techniques de tES

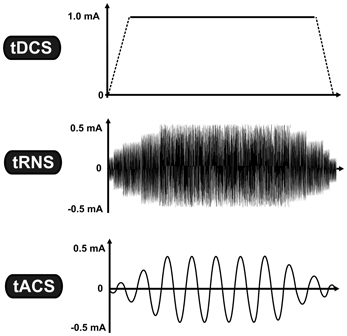
Alors que la tDCS utilise un courant d'intensité constante, la tRNS et la tACS utilisent un courant oscillant. L'axe vertical représente l'intensité du courant en milliampères (mA), tandis que l'axe horizontal représente le temps.

La stimulation électrique transcrânienne (tES) comprend généralement les techniques suivantes :
- Stimulation transcrânienne à courant alternatif (tACS), aussi appelé Stimulation crânienne par électrothérapie (CES)
- Stimulation transcrânienne à courant direct (tDCS)
- Stimulation transcrânienne à courant pulsé (tPCS)
- Stimulation transcrânienne par bruit aléatoire (tRNS)